# Netelia longipalpus
Netelia longipalpus là một loài tò vò trong họ Ichneumonidae.